# Wortelpuntontsteking
Een wortelpuntontsteking of periapicale ontsteking is een ontsteking ter hoogte van de wortelpunt van een tand of kies, ten gevolge van een niet behandelde genecroseerde tand of als gevolg van een (niet gelukte) wortelkanaalbehandeling.
Een niet-behandelde wortelpuntontsteking kan ontaarden in een tandabces met mogelijk een fistel die zich uit als een puistje op het tandvlees nabij de ontstoken wortelpunt.
De behandeling van een wortelpuntontsteking bestaat in het maken van een degelijke wortelkanaalbehandeling, of door een herbehandeling van het wortelkanaal. Bij het falen van deze behandeling zal een apexresectie de enige oplossing bieden.